# Kærlighedens forvandlingsbilleder
Kærlighedens forvandlingsbilleder er en dansk eksperimentalfilm fra 1973, der er instrueret af Peter Thorsboe efter manuskript af ham selv og Gitte Zehngraff.

## Handling
Kærligheden er som himmel og hav, blød varm usynlige overgange, sådan smelter de sammen. Men drivende skyer pisker havet op, det bliver sort, barsk, dødsensfarligt, således kommer den kærlighed, de gav, i vanskeligheder. Dog storme har sin tid, snart er havet roligt. Det ruller fremad. Kærligheden sejrer til sidst.